# Raşit
Raşit ist ein türkischer männlicher Vorname arabischer Herkunft (arabisch راشد Raschid, DMG Rāšid ‚Rechtgeleiteter, Rechtgläubiger, Besonnener‘).

## Namensträger
- Raşit Çetiner (* 1956), türkischer Fußballspieler und -trainer
- Raşit Karasu (1950–2020), türkischer Fußballspieler und -trainer
- Raşit Meredow (* 1960), turkmenischer Politiker
- Raşit Sevindir (* 1986), türkischer Fußballspieler